# Закмана-1 тема
Те́ма За́кмана-1 — тема в шаховій композиції в триходівці або в багатоходівці. Суть теми — вибір серед кількох можливих продовжень гри єдино правильного шляху для потрапляння білої фігури на стратегічну лінію без критичного ходу.

## Історія
Цю ідею запропонував на початку ХХ століття німецький шаховий композитор Франц Закман (12.07.1888 — 22.02.1927).
Для досягнення мети біла фігура повинна потрапити на стратегічну лінію і для цього є кілька шляхів, обхідний маневр або включення, але не критичний хід. При виборі лише один шлях є вірний, а решта спростовуються, тобто повинен бути крім рішення і тематичний хибний слід.
Ідея дістала назву — тема Закмана-1, оскільки є ще інша тема в жанрі етюду  — тема Закмана-2.
|   | a | b | c | d | e | f | g | h |   |
| 8 | e7 чорний пішак · h6 біла тура · a5 чорний кінь · a4 чорна тура · b4 чорний пішак · a3 чорний король · b3 чорний пішак · h3 білий ферзь · b1 білий король | e7 чорний пішак · h6 біла тура · a5 чорний кінь · a4 чорна тура · b4 чорний пішак · a3 чорний король · b3 чорний пішак · h3 білий ферзь · b1 білий король | e7 чорний пішак · h6 біла тура · a5 чорний кінь · a4 чорна тура · b4 чорний пішак · a3 чорний король · b3 чорний пішак · h3 білий ферзь · b1 білий король | e7 чорний пішак · h6 біла тура · a5 чорний кінь · a4 чорна тура · b4 чорний пішак · a3 чорний король · b3 чорний пішак · h3 білий ферзь · b1 білий король | e7 чорний пішак · h6 біла тура · a5 чорний кінь · a4 чорна тура · b4 чорний пішак · a3 чорний король · b3 чорний пішак · h3 білий ферзь · b1 білий король | e7 чорний пішак · h6 біла тура · a5 чорний кінь · a4 чорна тура · b4 чорний пішак · a3 чорний король · b3 чорний пішак · h3 білий ферзь · b1 білий король | e7 чорний пішак · h6 біла тура · a5 чорний кінь · a4 чорна тура · b4 чорний пішак · a3 чорний король · b3 чорний пішак · h3 білий ферзь · b1 білий король | e7 чорний пішак · h6 біла тура · a5 чорний кінь · a4 чорна тура · b4 чорний пішак · a3 чорний король · b3 чорний пішак · h3 білий ферзь · b1 білий король | 8 |
| 7 | e7 чорний пішак · h6 біла тура · a5 чорний кінь · a4 чорна тура · b4 чорний пішак · a3 чорний король · b3 чорний пішак · h3 білий ферзь · b1 білий король | e7 чорний пішак · h6 біла тура · a5 чорний кінь · a4 чорна тура · b4 чорний пішак · a3 чорний король · b3 чорний пішак · h3 білий ферзь · b1 білий король | e7 чорний пішак · h6 біла тура · a5 чорний кінь · a4 чорна тура · b4 чорний пішак · a3 чорний король · b3 чорний пішак · h3 білий ферзь · b1 білий король | e7 чорний пішак · h6 біла тура · a5 чорний кінь · a4 чорна тура · b4 чорний пішак · a3 чорний король · b3 чорний пішак · h3 білий ферзь · b1 білий король | e7 чорний пішак · h6 біла тура · a5 чорний кінь · a4 чорна тура · b4 чорний пішак · a3 чорний король · b3 чорний пішак · h3 білий ферзь · b1 білий король | e7 чорний пішак · h6 біла тура · a5 чорний кінь · a4 чорна тура · b4 чорний пішак · a3 чорний король · b3 чорний пішак · h3 білий ферзь · b1 білий король | e7 чорний пішак · h6 біла тура · a5 чорний кінь · a4 чорна тура · b4 чорний пішак · a3 чорний король · b3 чорний пішак · h3 білий ферзь · b1 білий король | e7 чорний пішак · h6 біла тура · a5 чорний кінь · a4 чорна тура · b4 чорний пішак · a3 чорний король · b3 чорний пішак · h3 білий ферзь · b1 білий король | 7 |
| 6 | e7 чорний пішак · h6 біла тура · a5 чорний кінь · a4 чорна тура · b4 чорний пішак · a3 чорний король · b3 чорний пішак · h3 білий ферзь · b1 білий король | e7 чорний пішак · h6 біла тура · a5 чорний кінь · a4 чорна тура · b4 чорний пішак · a3 чорний король · b3 чорний пішак · h3 білий ферзь · b1 білий король | e7 чорний пішак · h6 біла тура · a5 чорний кінь · a4 чорна тура · b4 чорний пішак · a3 чорний король · b3 чорний пішак · h3 білий ферзь · b1 білий король | e7 чорний пішак · h6 біла тура · a5 чорний кінь · a4 чорна тура · b4 чорний пішак · a3 чорний король · b3 чорний пішак · h3 білий ферзь · b1 білий король | e7 чорний пішак · h6 біла тура · a5 чорний кінь · a4 чорна тура · b4 чорний пішак · a3 чорний король · b3 чорний пішак · h3 білий ферзь · b1 білий король | e7 чорний пішак · h6 біла тура · a5 чорний кінь · a4 чорна тура · b4 чорний пішак · a3 чорний король · b3 чорний пішак · h3 білий ферзь · b1 білий король | e7 чорний пішак · h6 біла тура · a5 чорний кінь · a4 чорна тура · b4 чорний пішак · a3 чорний король · b3 чорний пішак · h3 білий ферзь · b1 білий король | e7 чорний пішак · h6 біла тура · a5 чорний кінь · a4 чорна тура · b4 чорний пішак · a3 чорний король · b3 чорний пішак · h3 білий ферзь · b1 білий король | 6 |
| 5 | e7 чорний пішак · h6 біла тура · a5 чорний кінь · a4 чорна тура · b4 чорний пішак · a3 чорний король · b3 чорний пішак · h3 білий ферзь · b1 білий король | e7 чорний пішак · h6 біла тура · a5 чорний кінь · a4 чорна тура · b4 чорний пішак · a3 чорний король · b3 чорний пішак · h3 білий ферзь · b1 білий король | e7 чорний пішак · h6 біла тура · a5 чорний кінь · a4 чорна тура · b4 чорний пішак · a3 чорний король · b3 чорний пішак · h3 білий ферзь · b1 білий король | e7 чорний пішак · h6 біла тура · a5 чорний кінь · a4 чорна тура · b4 чорний пішак · a3 чорний король · b3 чорний пішак · h3 білий ферзь · b1 білий король | e7 чорний пішак · h6 біла тура · a5 чорний кінь · a4 чорна тура · b4 чорний пішак · a3 чорний король · b3 чорний пішак · h3 білий ферзь · b1 білий король | e7 чорний пішак · h6 біла тура · a5 чорний кінь · a4 чорна тура · b4 чорний пішак · a3 чорний король · b3 чорний пішак · h3 білий ферзь · b1 білий король | e7 чорний пішак · h6 біла тура · a5 чорний кінь · a4 чорна тура · b4 чорний пішак · a3 чорний король · b3 чорний пішак · h3 білий ферзь · b1 білий король | e7 чорний пішак · h6 біла тура · a5 чорний кінь · a4 чорна тура · b4 чорний пішак · a3 чорний король · b3 чорний пішак · h3 білий ферзь · b1 білий король | 5 |
| 4 | e7 чорний пішак · h6 біла тура · a5 чорний кінь · a4 чорна тура · b4 чорний пішак · a3 чорний король · b3 чорний пішак · h3 білий ферзь · b1 білий король | e7 чорний пішак · h6 біла тура · a5 чорний кінь · a4 чорна тура · b4 чорний пішак · a3 чорний король · b3 чорний пішак · h3 білий ферзь · b1 білий король | e7 чорний пішак · h6 біла тура · a5 чорний кінь · a4 чорна тура · b4 чорний пішак · a3 чорний король · b3 чорний пішак · h3 білий ферзь · b1 білий король | e7 чорний пішак · h6 біла тура · a5 чорний кінь · a4 чорна тура · b4 чорний пішак · a3 чорний король · b3 чорний пішак · h3 білий ферзь · b1 білий король | e7 чорний пішак · h6 біла тура · a5 чорний кінь · a4 чорна тура · b4 чорний пішак · a3 чорний король · b3 чорний пішак · h3 білий ферзь · b1 білий король | e7 чорний пішак · h6 біла тура · a5 чорний кінь · a4 чорна тура · b4 чорний пішак · a3 чорний король · b3 чорний пішак · h3 білий ферзь · b1 білий король | e7 чорний пішак · h6 біла тура · a5 чорний кінь · a4 чорна тура · b4 чорний пішак · a3 чорний король · b3 чорний пішак · h3 білий ферзь · b1 білий король | e7 чорний пішак · h6 біла тура · a5 чорний кінь · a4 чорна тура · b4 чорний пішак · a3 чорний король · b3 чорний пішак · h3 білий ферзь · b1 білий король | 4 |
| 3 | e7 чорний пішак · h6 біла тура · a5 чорний кінь · a4 чорна тура · b4 чорний пішак · a3 чорний король · b3 чорний пішак · h3 білий ферзь · b1 білий король | e7 чорний пішак · h6 біла тура · a5 чорний кінь · a4 чорна тура · b4 чорний пішак · a3 чорний король · b3 чорний пішак · h3 білий ферзь · b1 білий король | e7 чорний пішак · h6 біла тура · a5 чорний кінь · a4 чорна тура · b4 чорний пішак · a3 чорний король · b3 чорний пішак · h3 білий ферзь · b1 білий король | e7 чорний пішак · h6 біла тура · a5 чорний кінь · a4 чорна тура · b4 чорний пішак · a3 чорний король · b3 чорний пішак · h3 білий ферзь · b1 білий король | e7 чорний пішак · h6 біла тура · a5 чорний кінь · a4 чорна тура · b4 чорний пішак · a3 чорний король · b3 чорний пішак · h3 білий ферзь · b1 білий король | e7 чорний пішак · h6 біла тура · a5 чорний кінь · a4 чорна тура · b4 чорний пішак · a3 чорний король · b3 чорний пішак · h3 білий ферзь · b1 білий король | e7 чорний пішак · h6 біла тура · a5 чорний кінь · a4 чорна тура · b4 чорний пішак · a3 чорний король · b3 чорний пішак · h3 білий ферзь · b1 білий король | e7 чорний пішак · h6 біла тура · a5 чорний кінь · a4 чорна тура · b4 чорний пішак · a3 чорний король · b3 чорний пішак · h3 білий ферзь · b1 білий король | 3 |
| 2 | e7 чорний пішак · h6 біла тура · a5 чорний кінь · a4 чорна тура · b4 чорний пішак · a3 чорний король · b3 чорний пішак · h3 білий ферзь · b1 білий король | e7 чорний пішак · h6 біла тура · a5 чорний кінь · a4 чорна тура · b4 чорний пішак · a3 чорний король · b3 чорний пішак · h3 білий ферзь · b1 білий король | e7 чорний пішак · h6 біла тура · a5 чорний кінь · a4 чорна тура · b4 чорний пішак · a3 чорний король · b3 чорний пішак · h3 білий ферзь · b1 білий король | e7 чорний пішак · h6 біла тура · a5 чорний кінь · a4 чорна тура · b4 чорний пішак · a3 чорний король · b3 чорний пішак · h3 білий ферзь · b1 білий король | e7 чорний пішак · h6 біла тура · a5 чорний кінь · a4 чорна тура · b4 чорний пішак · a3 чорний король · b3 чорний пішак · h3 білий ферзь · b1 білий король | e7 чорний пішак · h6 біла тура · a5 чорний кінь · a4 чорна тура · b4 чорний пішак · a3 чорний король · b3 чорний пішак · h3 білий ферзь · b1 білий король | e7 чорний пішак · h6 біла тура · a5 чорний кінь · a4 чорна тура · b4 чорний пішак · a3 чорний король · b3 чорний пішак · h3 білий ферзь · b1 білий король | e7 чорний пішак · h6 біла тура · a5 чорний кінь · a4 чорна тура · b4 чорний пішак · a3 чорний король · b3 чорний пішак · h3 білий ферзь · b1 білий король | 2 |
| 1 | e7 чорний пішак · h6 біла тура · a5 чорний кінь · a4 чорна тура · b4 чорний пішак · a3 чорний король · b3 чорний пішак · h3 білий ферзь · b1 білий король | e7 чорний пішак · h6 біла тура · a5 чорний кінь · a4 чорна тура · b4 чорний пішак · a3 чорний король · b3 чорний пішак · h3 білий ферзь · b1 білий король | e7 чорний пішак · h6 біла тура · a5 чорний кінь · a4 чорна тура · b4 чорний пішак · a3 чорний король · b3 чорний пішак · h3 білий ферзь · b1 білий король | e7 чорний пішак · h6 біла тура · a5 чорний кінь · a4 чорна тура · b4 чорний пішак · a3 чорний король · b3 чорний пішак · h3 білий ферзь · b1 білий король | e7 чорний пішак · h6 біла тура · a5 чорний кінь · a4 чорна тура · b4 чорний пішак · a3 чорний король · b3 чорний пішак · h3 білий ферзь · b1 білий король | e7 чорний пішак · h6 біла тура · a5 чорний кінь · a4 чорна тура · b4 чорний пішак · a3 чорний король · b3 чорний пішак · h3 білий ферзь · b1 білий король | e7 чорний пішак · h6 біла тура · a5 чорний кінь · a4 чорна тура · b4 чорний пішак · a3 чорний король · b3 чорний пішак · h3 білий ферзь · b1 білий король | e7 чорний пішак · h6 біла тура · a5 чорний кінь · a4 чорна тура · b4 чорний пішак · a3 чорний король · b3 чорний пішак · h3 білий ферзь · b1 білий король | 1 |
|   | a | b | c | d | e | f | g | h |   |

FEN: 8/4p3/7R/n7/rp6/kp5Q/8/1K6
1. Rg6, Re6? Sc4!
1. Rd6! ~ 2. Rd2 ~ 3. Ra2#
1. ... Sc4 2. Qb3+! K:b3 3. Rd3#
1. ... ed   2. Qh8     Sc4  3. Qa1#